# Åke Wictorsson
Åke Valfrid Wictorsson, född 14 mars 1932 i Viby församling, Örebro län, död 12 oktober 2005 i Norrtälje-Malsta församling, Stockholms län, var en svensk politiker (s). Han var riksdagsledamot från 1971 till 1991 för Stockholms läns valkrets.